# Tượng Phật Ngũ Xã

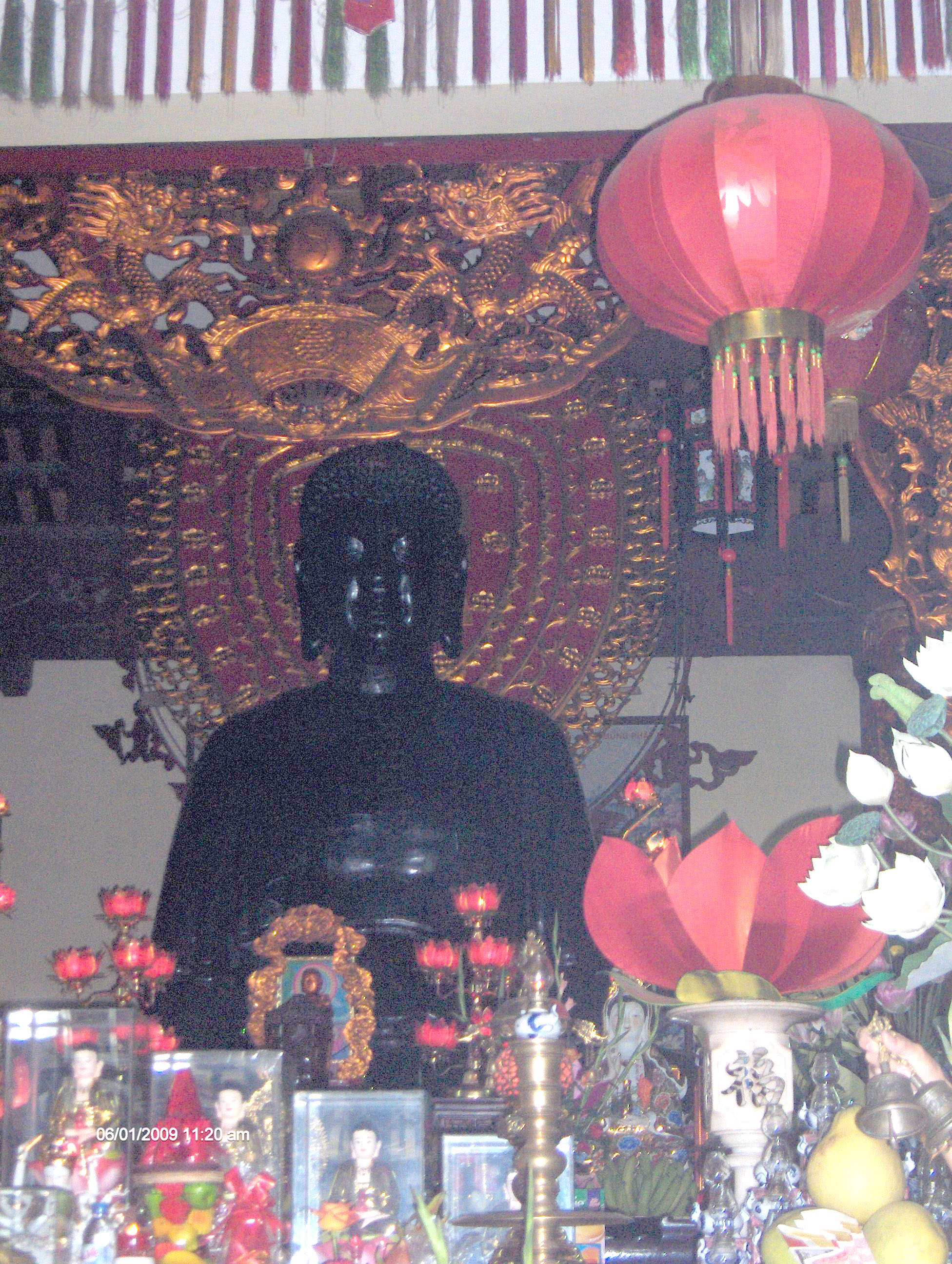
Tượng phật

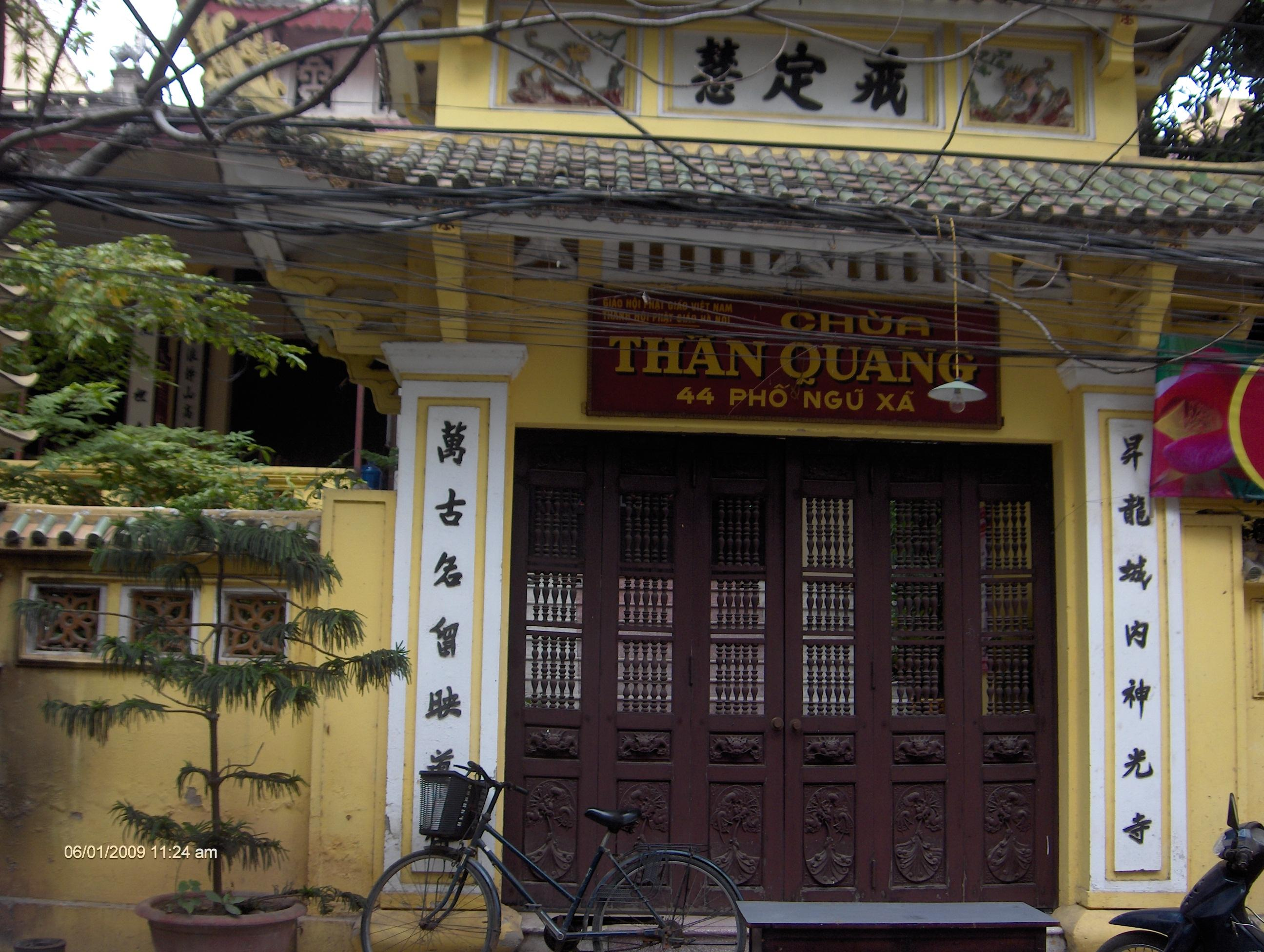
Chùa Ngũ Xã-Thần Quang Tự

Tượng Phật Ngũ Xã hay đúng ra tượng Phật chùa làng Ngũ Xã là pho tượng đồng lớn nhất Việt Nam
Tượng được thờ ở chùa Ngũ Xã, tên chữ là Thần Quang Tự hay Phúc Long Tự. Chùa do sư tổ Mật Đắc tu tạo vào đầu thế kỷ 20. Năm 1952 thượng tọa Vĩnh Tượng và tiến sĩ Vũ Văn Quý quyên góp để đúc tượng bài trí ở chính điện; Nguyễn Văn Hiếu vẽ kiểu tượng và Nguyễn Văn Tùy là thợ cả phường đúc trông coi công việc.
Lượng đồng được lấy từ các pho tượng tôn vinh các nhân vật và sự việc thuộc địa do chính phủ Bảo hộ dựng ở các vườn hoa trong thành phố Hà Nội như tượng toàn quyền Paul Bert (ở tòa Đốc lý thành phố), tượng "đầm xòe" (dựng trên Tháp Rùa), và tượng Canh nông (ở gần Cột cờ Hà Nội). Khi chính phủ Trần Trọng Kim lên chấp chính, những pho tượng đó bị rỡ xuống và đem nấu chảy ra, đúc lại làm tượng.
Pho tượng được đúc là tượng Phật A Di Đà theo thế ngồi kiết già trên một đài sen với 96 cánh. Thân tượng cao gần 4 m và cân nặng 12.300 kg.
Điều đáng kể là pho tượng Phật này được đúc hoàn toàn bằng phương pháp thủ công mà vẫn hoàn chỉnh.